# ノースカロライナ州議会
ノースカロライナ州議会(英語:The North Carolina General Assembly)は、アメリカ合衆国ノースカロライナ州の立法府である。州議会は上院と下院の2つの院で構成される、両院制の議会である。州議会は、ローリーのノースカロライナ州会議事堂で開かれる。
議会は、ノースカロライナ州の州法（一般法令とも呼ばれる）を起草し、制定する。議会は、州下院（1868年まではノースカロライナ州庶民院と呼ばれていた）と州上院からなる両院制の州議会である。1868年以降、下院は120名、上院は50名の議員で構成される。いずれの院にも任期制限はない。
上下両院とも任期は2年で、現在、拒否権行使を無効にするのに必要な3分の2以上の多数で共和党が支配している。

## 歴史

### 植民地時代
州議会の起源は、1665年にウィリアム・ドラムモンド知事によって招集された「アルバマール郡」の最初の議会にさかのぼる。アルバマール郡は、1729年に王室領となる前の「領主」が支配していた、イギリス植民地カロライナ植民地の一部であり、後にノースカロライナ州となる。
1666年頃から1697年頃まで、知事、その評議会、および男性自由保有者によって選出された各選挙区や町の代表者が、一院制の州議会として一堂に会した。1697年までに、これは知事と評議会を上院、バージニア州下院を選挙で選出された下院とする両院制へと発展した。
この議会は、単に「議会」と呼ばれることもあり、知事の招集があった場合のみ開会することができたが、独自の規則を定め、議長を選出することが認められていた。また、議会の多数派が知事を不快に思う場合、議会の権限で知事の給与を凍結することもできた。当然ながら、知事と州議会との対立は頻繁に生じた。

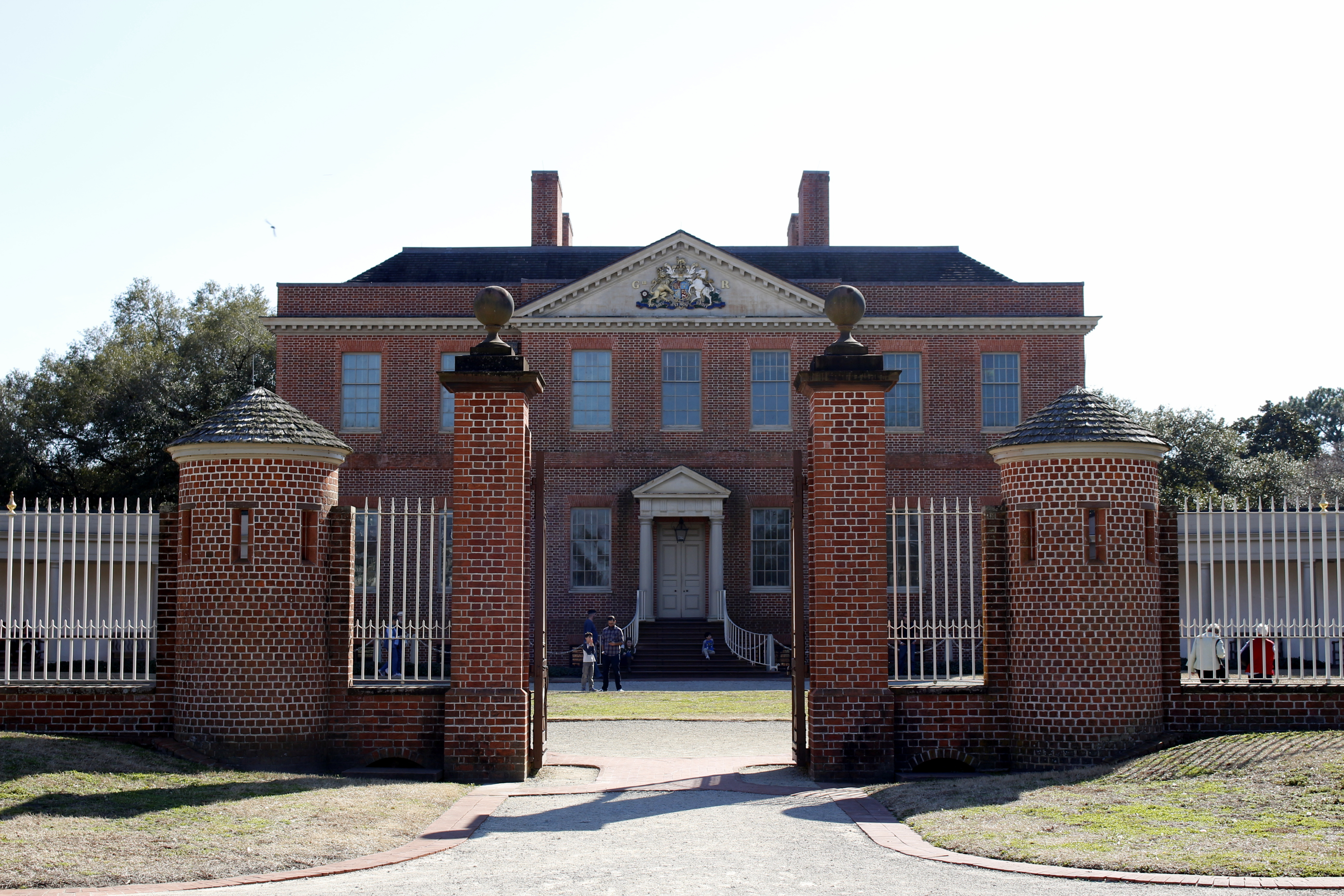
ニューバーンの知事公邸は、1770年から1775年まで、州時代の議会が開かれた場所である。

初期の「ノースカロライナ州法」のまとめによると、最初の「2年ごとの議会」は、リトルリバーのリチャード・サンダーソン大尉邸で、1715年11月17日に始まり、数回の中断を経て、1715年1月19日まで続いた。

### 革命と初期の州昇格

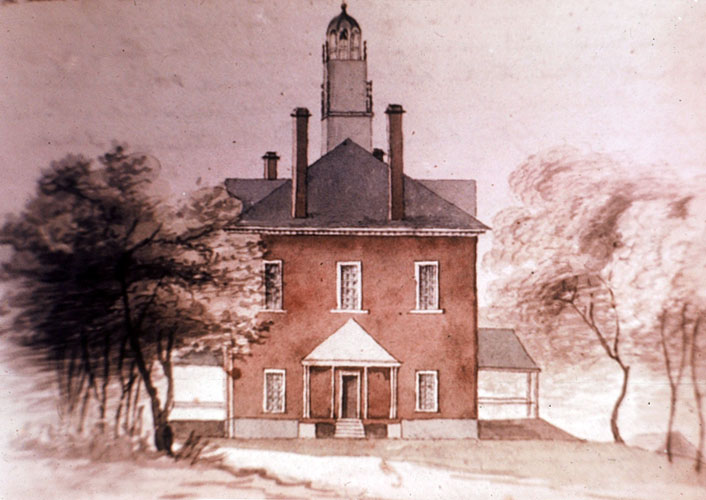
ノースカロライナ州会議事堂 1794年-1810年

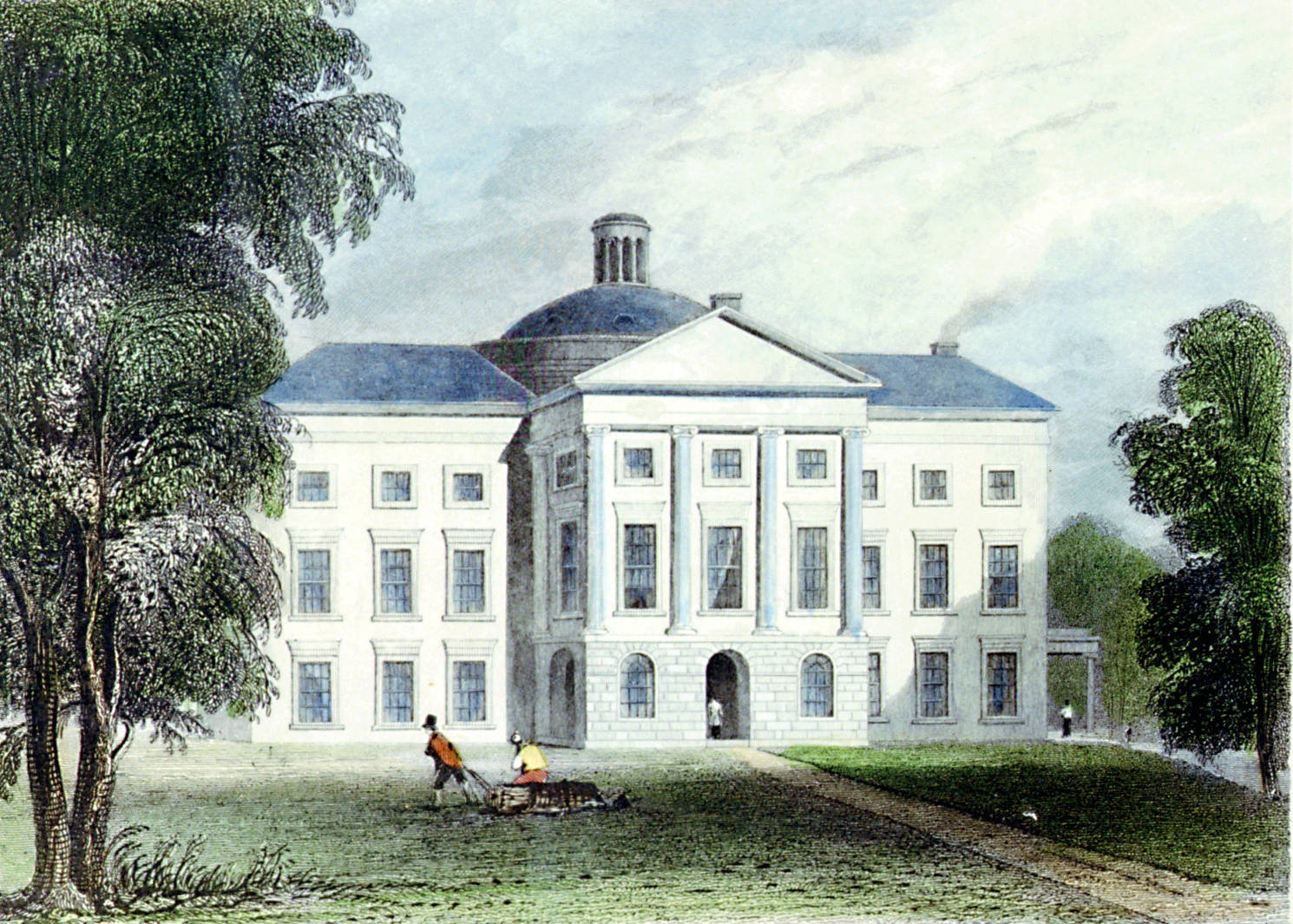
ノースカロライナ州会議事堂 1811年-1831年

1774年と1775年、植民地の住民は、アメリカ独立戦争の始まりとともに、王室総督から独立した州議会を選出した。州議会は5回開かれた。第5議会は1776年に最初の憲法を承認した。
アメリカ独立宣言の署名により、アメリカ合衆国は独立した国家となり、各植民地に異なる議会が設置された。行政に対する不信の歴史があったため、ノースカロライナ州憲法は、州政府の中で最も強力な機関として、議会の権限を確固たるものとした。両院制の議会は、その議員全員が国民によって選出されるが、その議会自身が行政部門と司法部門のすべての役員を選出する。
この憲法は、住民投票に付託されることなく、連邦議会が採択し、議会の最後の議長であったリチャード・キャズウェルを、新しい州議会が選出されるまでの間、州知事代行に選出した。この憲法は、解放奴隷や有色人種の自由民の権利拡大を規定していた。1776年の憲法第9条では、「自由人は、これまで通り、法廷で善良かつ合法的な陪審員全員一致の評決によってのみ有罪判決を受けることができる」と規定されている。十分な財産を持つ有色人種の自由人は、投票することが認められていた。
ノースカロライナ州初の議会は、1777年4月7日にノースカロライナ州ニューバーンで招集された。上院は、当時存在していた38の郡と1つの地区（後にサウスウエスト準州、そしてテネシー州の一部となったワシントン地区）からそれぞれ1名ずつ、計38名の議員で構成され、下院は、当時存在していた38の郡をそれぞれ2名ずつ、さらに大都市/地区（エデントン地区、ハリファックス地区、ヒルズボロー地区、ニューバーン地区、ソールズベリー地区、ウィルミントン地区）をそれぞれ1名ずつ、計38名の議員で構成されていた。これらの地区は1835年まで上院に代表者を送り続けた。土地を所有する（下院議員は100エーカー（0.4㎢）、上院議員は300エーカー（1.2㎢））プロテスタントの男性のみが議員を務めることができた。
最初から18回までの議会は、ニューバーン、ヒルズボロ、ハリファックス、スミスフィールド、ウェイクコートハウス（フェイエットビル）など、さまざまな場所で開催されていた。議会が新しい州都ローリーで開催されるようになったのは1794年になってからであり、それ以来、議会はローリーで開催されている。
1831年のナット・ターナーの奴隷反乱の後、州議会は1776年憲法が黒人に与えていた権利の多くを制限し、奴隷に読み書きを教えることを違法とした。また、有色人種の権利も制限し、参政権と武器を所持する権利を剥奪し、学校への通学や読み書きの学習を禁じ、公の場で説教することを禁じた。

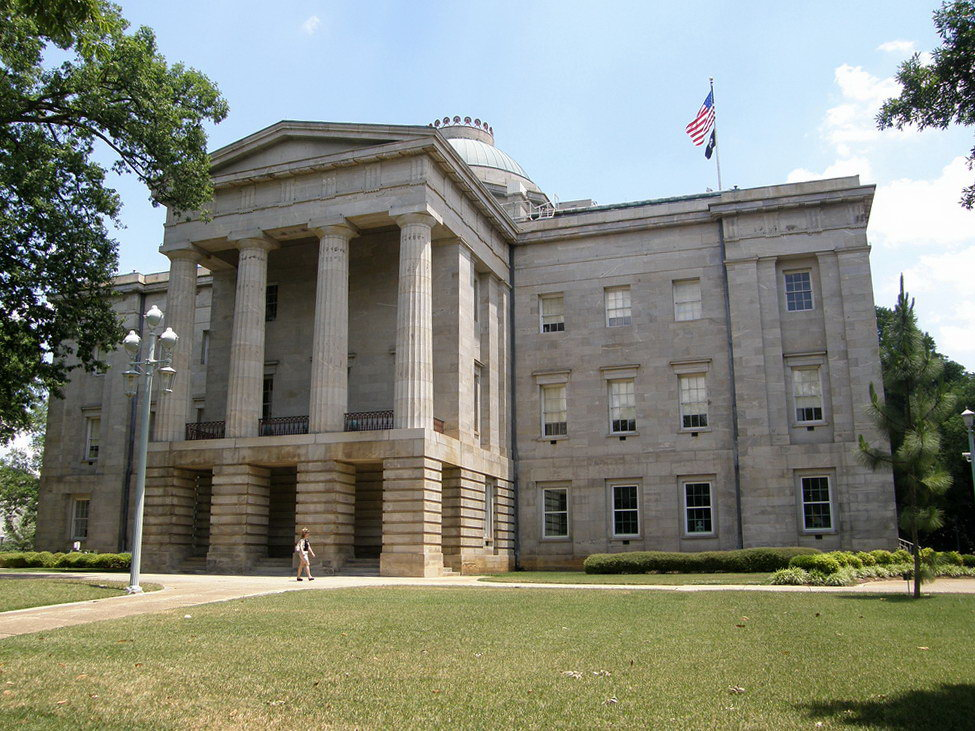
ノースカロライナ州会議事堂。1840年から1963年まで議会の所在地であった。

1835年の憲法制定会議では、1776年の憲法は維持されたが、いくつかの修正が加えられた。今後は、知事は民衆によって選出されることになるが、米国上院議員を含むその他のすべての公職者は州議会によって選出されることになった。州憲法修正により、上院議員の数は50人、庶民議員（下院議員）の数は120人に定められた。上院議員は、地理的な郡ではなく、ほぼ同数の市民を代表する選挙区から選出されることになった。下院議員は依然として郡単位で選出されるが、人口の多い郡ほど多くの議員を選出できるようになった。
ノースカロライナ州議会は、1861年から1865年まで、アメリカ連合国の一部として開かれた。

### 復興時代
1868年、共和党が多数を占めるリコンストラクション期の州議会により、新しい憲法が可決された。この憲法により、下院の名称が変更された。また、副知事の職が新設された。それまでは、上院議長が知事の死亡または辞任時の憲法上の後継者であった。機会を拡大するため、公職に就くための財産要件は廃止された。最後に、州議会は行政官と判事を議会が任命するのではなく、一般選挙で選ぶようにした。
1868年以降、民主党の政権奪取を確実なものにするため、レッドシャツやその他の白人民主党準軍事組織が共和党の集会を妨害し、黒人の投票を抑制する努力をしたにもかかわらず、19世紀には一部のアフリカ系アメリカ人が引き続き、特に地方選挙で当選し続けた。しかし、20世紀に変わる直前に、民主党は州議会の権限を取り戻し（共和党と人民党の連合が一時的に権力を握った後）、投票税や識字テストなどの手段を通じて有権者登録の障壁となる法律を可決した。
白人指導部が主観的に適用したこれらの方法は、州内の黒人の大半を事実上選挙権を奪うことになった。黒人有権者は1904年までに排除された。推定7万5千人の黒人男性が投票権を失った。アフリカ系アメリカ人は何十年もの間ノースカロライナ州から政治的に締め出され、1965年の公民権法成立と連邦政府の監督・施行を経てようやく、ほとんどの人が投票権を取り戻した。

### 20世紀
リリアン・エクサム・クレメントは、1921年に初めて女性議員として議会に参加した。
他の州でも同様、州内の人口構成に変化があったにもかかわらず、地方選出議員が権力を握り続けたため、ノースカロライナ州も最終的に下院議員の選出方法を再定義し、10年ごとの国勢調査後に実施されることになっていた議席の再配分を行う必要に迫られた。1964年公民権法により人種隔離が廃止され、アフリカ系アメリカ人やその他の民族グループに憲法上の投票権が与えられた（投票権法 (1965年)）当時、合衆国最高裁判所はいくつかの州で州議会の代表と議席配分に関する修正をもたらす判決を下した。
1963年2月、州議会はノースカロライナ州議会議事堂で会合を開始した。
1966年以降、ノースカロライナ州議会の議員は、郡を地理的基盤とするのではなく、ほぼ同数の人口を基準として定められた選挙区から選出することが義務付けられた。
地理的基盤の制度は、州議会に長年にわたる農村偏重をもたらしていた。マイノリティや移民を含む新しい都市人口は、州の人口がますます都市化していく中で、議席や資金調達において歴史的に過小代表されてきた。
裁判所の判決により、同様の慣行を持つ他の州でも変更が必要となった。この変更により、初めていくつかの都市や人口密度の高い地域から完全な代表権が与えられた。
1968年、州議会の専門化という全国的な傾向に伴い、議会は初の立法サービス担当官を雇用した。
1970年代初頭、1972年の共和党知事の当選をきっかけに、民主党議員は州政府における議会の権限と影響力を強化する取り組みを始め、それは1980年代まで続いた。その結果、州議会は独自の調査スタッフを雇用し、州官僚機構の行政事務を審査する独立した司法事務所を設置し、委員会に自らの議員を任命し始めた。しかし、後者の慣行は1982年にノースカロライナ州最高裁により違憲と判断された。
1977年、州憲法が改正され、知事と副知事が再選を目指すことができるようになった。その後まもなく、下院は知事と上院指導部の地位強化を脅威と感じ、数十年にわたる傾向を覆し、議長を連続任期で選出するようになった。1980年代半ば、州議会は複数人区制を廃止した。

## 議員
州議会は170人の議員で構成され、120人が州下院議員、50人が州上院議員である。各議員は選挙区を代表する。各院は、それぞれの議員選挙と資格審査の権限を独占している。議員は2年ごとに偶数年に選挙され、任期は選挙の翌年1月の初日から始まる。
すべての議員は、州憲法で定められた就任宣誓を行う。議席に欠員が生じた場合、州知事は憲法上、前任者の所属政党の地区執行委員会が指名した人物を議席に任命する義務がある。
この議会は、市民立法府モデルを模して作られており、立法活動はパートタイムの仕事とみなされている。議員は、年間13,951ドルの基本給を受け取り、日当と旅費がそれに上乗せされる。議会で可決された議員報酬の増額は、次の選挙が終わるまでは発効しない。

## 組織とプロセス
州議会には、8つの指導的役職がある。上院の指導部は、上院議長、上院仮議長、多数党院内総務、多数党院内幹事、多数党議員総会幹事、少数党院内総務、少数党議員総会幹事で構成される。憲法により、上院議長の職は副知事が自動的に務めることになっている。この役職では、法案の審議を指揮し、議会の秩序を維持するが、議会の業務にはほとんど影響力を持たない。上院では、同数となった場合に限り投票権を有する。仮議長は上院議長が指名し、上院全員の投票により選出される。上院の委員会は仮議長が任命する。その他の役職は、各党の党員集会で決定される。
下院の指導部は上院のそれと類似している。議長は下院委員会の任命を担当する。議長や仮議長は下院議員の中から下院議員全員によって選出されるが、残りの役職は政党の党員集会で決定される。下院で政治的な意見が完全に二分されている場合、単独の議長ではなく、共同議長を選出することができる。
両院の常任委員会は、提出された法案を検討し、公聴会を開き、修正案を提出する。すべての法案は、本会議で採決される前に、各院の規則委員会で審査される。

## 権限
州憲法は、州議会の立法権を規定している。州議会は州法や州条例を制定する。ノースカロライナ州の法律には、一般法と特別法または地域法がある。一般法は州全体に適用されるが、特別法または地域法は特定の郡や市町村のみに適用される。
憲法では、すべての有効な法律は「ノースカロライナ州議会は、以下を制定する」という形式をとらなければならず、その後に続く文言のみが法的効力を持つ。各法案の法的効力を持つ文言は、各院の議長による署名が必要な批准証書によって確認される。
議会には課税権があり、州予算を承認する権限がある。憲法には歳入法案の通過に関する独特の手続きが列挙されている。歳入法案はすべて3回以上読み上げられ、各回の読み上げは異なる日に行われること、投票の記録には各議員の氏名と投票内容が記載されること、歳入法案はすべて特定の目的のために資金を充当することが義務付けられている。
議会の立法権は全体によって行使され、一部には委譲されない。また、議会の一会期中に採決された法案は、次の会期で取り消すことができる。知事は、議会が承認した法案に署名し、法案を拒否する権限を持つ。拒否権は、議会の3分の2以上の多数決によって覆すことができる。州議会が可決した法案、連邦議会および州議会の選挙区割当変更決定は、知事による拒否権の対象とならない。通常の立法措置とは別に、州議会の両院は拒否権の対象とならない共同決議を採択することもできる。
議会は、州の行政官僚機構を監督する権限を持つ。合同決議により、州政府機関の組織に関する知事の行政命令を変更することができる。議会運営合同委員会は、州政府機関の文書を押収し、州政府機関および州政府と契約関係にある業者の施設を検査する権限を持つ。
すべての立法委員会は、証人の証言および文書の提出を命じる権限を持つ。
憲法は、議会が憲法で規定されていない行政官職を補充することを認めている。また、州政府高官の選挙結果に異議がある場合、合同投票により決着をつける権限も与えられている。
一部の州政府機関の長官の任命には、議会の助言と同意が必要である。議会は、法律を制定したり、予算案を可決したりすることで、行政機関の解散や行政規則の撤回を行う権限も有しており、行政機関に影響を与えることができる。
州憲法では、下院に、単純多数決により州政府高官の弾劾を行う権限を与えている。議員が弾劾された場合、上院が裁判を行い、3分の2以上の多数決で議員を有罪とし、その職から罷免することができる。また、議会は3分の2以上の多数決により、知事または判事が職務遂行に精神的または肉体的に不適格であると決定することもできる。
州憲法改正案を提出する権限は議会のみが有している。提案された改正案が上下両院の3分の2以上の支持を得ると、全州民投票による承認が予定される。州憲法改正案および州議会による連邦憲法改正案の承認投票は、知事による拒否権の対象とならない。

## 会期
議会の会議は、州憲法および州法に定められた基準に従って招集される。議会は、奇数年の1月から始まる通常会議（または「ロングセッション」）を開き、翌年の偶数年に再開される「ショートセッション」のために閉会する。いずれの会議にも期間制限はないが、「ロングセッション」は通常6か月間、「ショートセッション」は通常6週間続く。
州知事は、州評議会と協議の上、議会を臨時会議に召集することができ、拒否権を行使された法案を再審議するために特定の状況下で議会を招集することが義務付けられている。州評議会の過半数が、州知事が職務を遂行する能力があるかどうかを審議するために議会を招集することができる。
議会の基本多数派が、議事を行うための定足数を構成する。 通常、州議会は、月曜日の夜と火・水・木曜日の正午に開会する。 委員会は、通常、午前中と午後に開催される。 両院は、自らの判断で3日以内であれば、一時的に休会することができる。各院の議事は、憲法上、公式ジャーナルに報告され、各会期の終了時に公表することが義務付けられている。個々の議員の記録は、州の公文書法には該当しない。

## 行政および支援機関

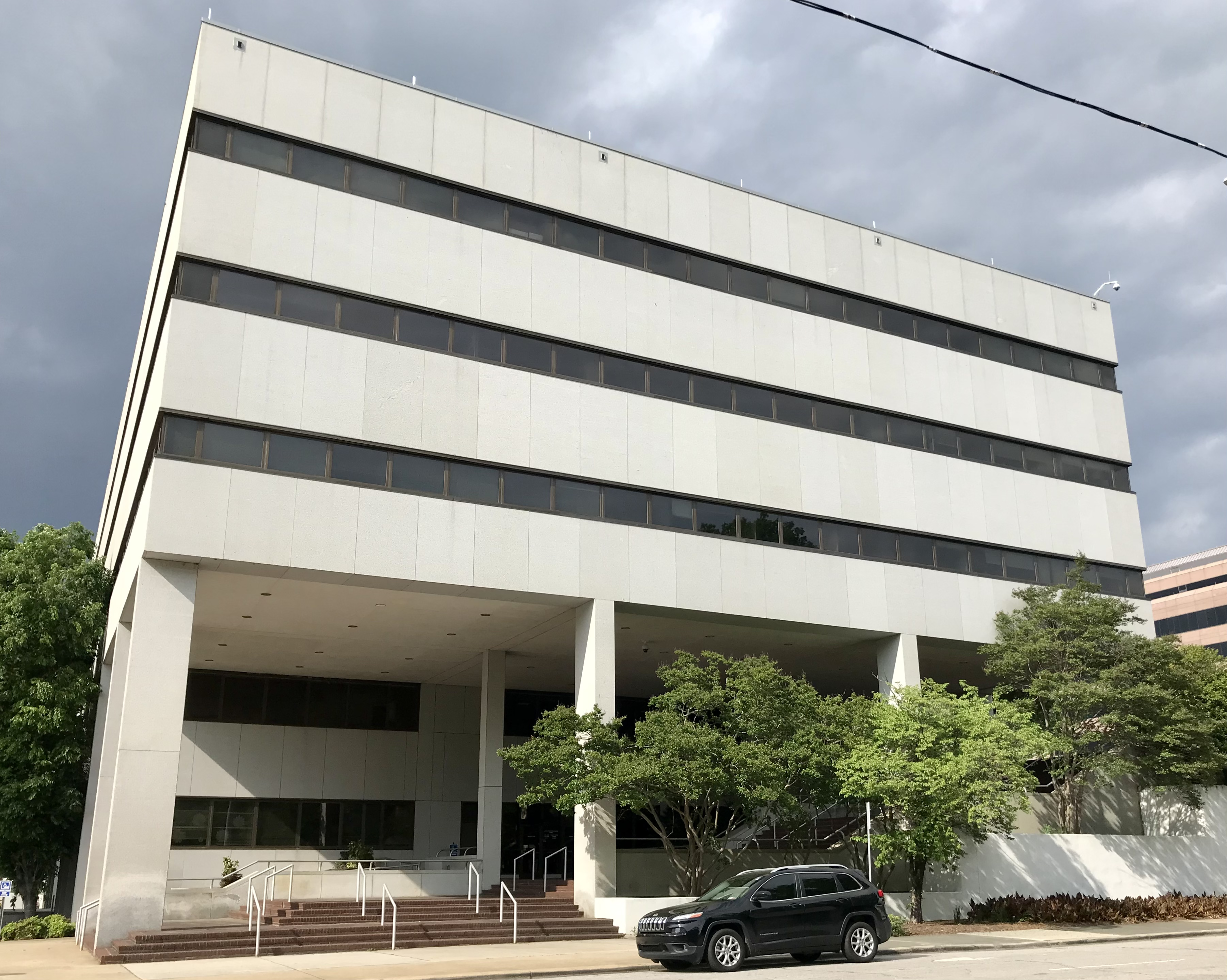
ローリーのノースカロライナ州会議事堂

議会の事務的支援は、各院から5名ずつ選出された議員で構成される立法サービス委員会が監督している。2023年10月現在、議会は立法ビルと立法事務所ビルで働く600人以上の支援スタッフに依存している。各議員には少なくとも1人の立法補佐官または書記官が割り当てられ、議員のスケジュール管理、有権者とのコミュニケーション管理、政策問題に関するアドバイスを行う。一部の議員は追加スタッフを雇用している。議会のメンバーと施設は、ノースカロライナ州議会警察によって警備されている。